# NGC 5548
NGC 5548 este o seyfert 1 galaxy⁠(d) situată în constelația Boarul. A fost descoperită în 19 mai 1784 de către William Herschel. Se află la o distanță de 71,4 de megaparseci de Pământ.